# Nokia N73
Nokia N73 — смартфон фірми Nokia на основі Series 60 3rd Edition, що підтримує мережі третього покоління (3G). Nokia N73 працює під управлінням операційної системи Symbian 9.1. У даній моделі реалізована «гаряча заміна» карт пам'яті, формат карт — miniSD, максимальний обсяг пам'яті яких — 2 гігабайти. Корпус виконаний із пластмаси.
Технічні характеристики
- Кольори — сріблий, чорний.

- Вбудована камера на 3.2 MegaPix (2048 × 1536 пікселів) з автофокусом і 20-кратним цифровим зумом, спалах.

- Вага — 116 г.

- Дисплей — кольоровий (TFT), графічний. Кольори : 256 000.

- Пам'ять — до 42 МБ внутрішньої пам'яті